# Rico Constantino
Rico Constantino (født 1. oktober 1961) er en amerikansk fribyder, kendt fra sin tid hos WWE.

## Biografi

### Før wrestling
Rico Constantino var før sin tid som wrestler, medlem af S.W.A.T. politi styrken i Las Vegas, Nevada. Han er derudover også yderst erfaren i kampsport, og er tidligere American Gladiator. I 1998 besluttede Rico Constantino sig for at blive professionel fribryder. 

### World Wrestling Entertainment
Rico skrev kontrakt med WWE i 2000, men blev ikke set på TV før 2002. Indtil da havde han opholdt sig i WWEs talentudviklingsafdeling, Ohio Valley Wrestling, hvor han opnåede rimelig succes. Rico blev kaldt op til WWE i foråret 2002 og debuterede som den flamboyante mandeglade stylist Rico – en gimmick, der i sandhed ligger langt fra den virkelige Rico. Dette forhindrede dog ikke Rico i at mestre rollen og gøre den usædvanligt underholdende. Rico var først manager for Billy & Chuck, men forrådte dem og SmackDown!, for at tilslutte sig RAW og blive manager for 3 Minute Warning. Rico begyndte så småt at wrestle selv, og hans udseende blev mere og mere overdrevet og stereotypisk for den rolle, han spillede. I 2004 blev han ved en lodtrækning flyttet fra RAW tilbage til SmackDown! Her dannede han et kortvarigt tagteam med den homofobiske Charlie Haas, og sammen vandt de tagteamtitlerne og forsvarede dem ved WWE Judgment Day 2004. Rico blev fyret fra WWE i november 2004.

### Efter WWE
Rico wrestlede kort i Japan, før han endeligt trak sig tilbage fra wrestling, og vendte tilbage som politimand i Las Vegas.